# Manuel Ugarte
Pour l’article homonyme, voir Manuel Ugarte (écrivain).
Manuel Ugarte Ribeiro, dit Manuel Ugarte, né le 11 avril 2001 à Montevideo en Uruguay, est un footballeur international uruguayen qui évolue au poste de milieu de terrain à Manchester United.

## Biographie

### Premiers pas au CA Fénix
Né à Montevideo en Uruguay, Manuel Ugarte est formé par l'un des clubs de la capitale uruguayenne, le CA Fénix, depuis 2014.
Le 4 décembre 2016, il débute en professionnel lors d'un match face au Danubio FC alors qu'il n'est âgé que de 15 ans, il entre en cours de partie et le CA Fénix s'impose (4-1).
Le 10 mars 2019, il inscrit son premier but en professionnel, lors d'un match de championnat face au Racing Club de Montevideo (victoire 2-0).
Au total, il comptabilise 57 matchs avec l'effectif professionnel du CA Fénix et inscrit 2 buts.

### Départ pour le Portugal

#### FC Famalicão
Le 29 décembre 2020, le FC Famalicão annonce le transfert de Manuel Ugarte, qui s'engage pour un montant de 3 millions d'euros jusqu'en 2025.
Le 17 janvier 2021, il est titularisé pour son premier match sous ses nouvelles couleurs à l'occasion d'une rencontre de Liga NOS face au CD Santa Clara (victoire 2-1).
Le 21 février 2021, Manuel Ugarte inscrit son premier but pour le FC Famalicão, donnant la victoire à son équipe en championnat contre le Rio Ave FC (0-1).
Au total, il comptabilise 21 matchs et inscrit 1 but avec le FC Famalicão.

#### Sporting CP
Le 9 août 2021, Manuel Ugarte s'engage en faveur du Sporting CP, signant un contrat courant jusqu'en juin 2026.
Le 26 octobre 2021, Manuel Ugarte inscrit son premier but pour le Sporting lors d'une rencontre de coupe de la Ligue portugaise face au FC Famalicão. Titulaire, il ouvre le score et son équipe s'impose par deux buts à un.

### Arrivée au Paris Saint-Germain
Le 7 juillet 2023, le Paris Saint-Germain annonce officiellement la signature du joueur pour un contrat de 5 ans. Il fait ses débuts sous les couleurs parisiennes le 12 août 2023, à l'occasion de la réception du FC Lorient (0-0) lors de la première journée de Ligue 1. La performance du nouveau numéro 4 parisien est saluée notamment par son entraineur : « Il a été magnifique, merveilleux avec et sans ballon ».
Cependant son influence dans le jeu parisien diminue au fur et à mesure de la saison au point de perdre sa place de titulaire au profit de Warren Zaïre-Emery et Fabian Ruiz pour les matchs clés de Ligue des Champions 2023-2024 où son équipe atteint les demi-finales. L’international uruguayen participe au total à 37 rencontres et remporte 3 titres (championnat de France, Coupe de France et Trophée des champions). Au moment de son départ, il déclare sur le réseau social X « Il est dommage que mon passage au club n'ait pas été à la hauteur de mes attentes. Je suis arrivé avec beaucoup d'espoir et l'envie de réussir, mais parfois les choses ne se passent pas comme prévu ».

### Nouveau challenge en Angleterre
En fin de mercato 2024, le 30 août 2024 Ugarte signe à Manchester United pour cinq ans contre une indemnité de 50 millions et 10 millions de bonus versé au club parisien,.
Ugarte marque son premier but pour Manchester United le 22 février 2025, lors d'une rencontre de Premier League face au Everton FC. Il est titularisé et marque le but égalisateur de son équipe (2-2 score final),.

### En sélection nationale
En 2018, Manuel Ugarte est sélectionné avec l'équipe d'Uruguay des moins de 20 ans.
Le 6 septembre 2021, Manuel Ugarte honore sa première sélection avec l'équipe nationale d'Uruguay contre la Bolivie. Il entre en jeu à la place de Matías Vecino et son équipe l'emporte par quatre buts à deux,.
Le 10 novembre 2022, il est sélectionné par Diego Alonso pour participer à la Coupe du monde 2022.

## Statistiques

### En club
| Saison                | Club                  | Championnat           | Championnat | Championnat | Championnat | Coupe nationale | Coupe nationale | Coupe nationale | Coupe de la Ligue | Coupe de la Ligue | Coupe de la Ligue | Supercoupe | Supercoupe | Supercoupe | Compétition(s) continentale(s) | Compétition(s) continentale(s) | Compétition(s) continentale(s) | Compétition(s) continentale(s) | Total | Total | Total |
| Saison                | Club                  | Division              | M.          | B.          | P.d.        | M.              | B.              | P.d.            | M.                | B.                | P.d.              | M.         | B.         | P.d.       | Comp.                          | M.                             | B.                             | P.d.                           | M.    | B.    | P.d.  |
| 2016                  | Centro Atlético Fénix | Primera División      | 1           | 0           | 0           | -               | -               | -               | -                 | -                 | -                 | -          | -          | -          | -                              | -                              | -                              | -                              | 1     | 0     | 0     |
| 2017                  | Centro Atlético Fénix | Primera División      | -           | -           | -           | -               | -               | -               | -                 | -                 | -                 | -          | -          | -          | -                              | -                              | -                              | -                              | 0     | 0     | 0     |
| 2018                  | Centro Atlético Fénix | Primera División      | 1           | 0           | 0           | -               | -               | -               | -                 | -                 | -                 | -          | -          | -          | -                              | -                              | -                              | -                              | 1     | 0     | 0     |
| 2019                  | Centro Atlético Fénix | Primera División      | 35          | 1           | 0           | -               | -               | -               | -                 | -                 | -                 | -          | -          | -          | -                              | -                              | -                              | -                              | 35    | 1     | 0     |
| 2020                  | Centro Atlético Fénix | Primera División      | 16          | 1           | 0           | -               | -               | -               | -                 | -                 | -                 | -          | -          | -          | CS                             | 4                              | 0                              | 1                              | 20    | 1     | 1     |
| Sous-total            | Sous-total            | Sous-total            | 53          | 2           | 0           | -               | -               | -               | -                 | -                 | -                 | -          | -          | -          | -                              | 4                              | 0                              | 1                              | 57    | 2     | 1     |
| 2020-2021             | FC Famalicão          | Primeira Liga         | 20          | 1           | 2           | -               | -               | -               | -                 | -                 | -                 | -          | -          | -          | -                              | -                              | -                              | -                              | 20    | 1     | 2     |
| 2021-2022             | FC Famalicão          | Primeira Liga         | -           | -           | -           | -               | -               | -               | 1                 | 0                 | 0                 | -          | -          | -          | -                              | -                              | -                              | -                              | 1     | 0     | 0     |
| Sous-total            | Sous-total            | Sous-total            | 20          | 1           | 2           | -               | -               | -               | 1                 | 0                 | 0                 | -          | -          | -          | -                              | -                              | -                              | -                              | 21    | 1     | 2     |
| 2021-2022             | Sporting CP           | Primeira Liga         | 25          | 0           | 2           | 5               | 0               | 0               | 4                 | 1                 | 0                 | -          | -          | -          | C1                             | 4                              | 0                              | 0                              | 38    | 1     | 2     |
| 2022-2023             | Sporting CP           | Primeira Liga         | 31          | 0           | 0           | 1               | 0               | 0               | 5                 | 0                 | 0                 | -          | -          | -          | C1+C3                          | 6+4                            | 0                              | 0                              | 47    | 0     | 0     |
| Sous-total            | Sous-total            | Sous-total            | 56          | 0           | 2           | 6               | 0               | 0               | 9                 | 1                 | 0                 | -          | -          | -          | -                              | 14                             | 0                              | 0                              | 85    | 1     | 2     |
| 2023-2024             | Paris Saint-Germain   | Ligue 1               | 25          | 0           | 2           | 4               | 0               | 0               | -                 | -                 | -                 | 0          | 0          | 0          | C1                             | 8                              | 0                              | 0                              | 37    | 0     | 2     |
| 2024-2025             | Manchester United     | Premier League        | 29          | 1           | 2           | 3               | 0               | 0               | 3                 | 0                 | 0                 | -          | -          | -          | C3                             | 10                             | 1                              | 4                              | 45    | 2     | 6     |
| 2025-2026             | Manchester United     | Premier League        | 1           | 0           | 0           | -               | -               | -               | -                 | -                 | -                 | -          | -          | -          | -                              | -                              | -                              | -                              | 1     | 0     | 0     |
| Sous-total            | Sous-total            | Sous-total            | 30          | 1           | 2           | 3               | 0               | 0               | 3                 | 0                 | 0                 | -          | -          | -          | -                              | 10                             | 1                              | 4                              | 46    | 2     | 6     |
| Total sur la carrière | Total sur la carrière | Total sur la carrière | 184         | 4           | 8           | 13              | 0               | 0               | 13                | 1                 | 0                 | 0          | 0          | 0          | -                              | 36                             | 1                              | 5                              | 246   | 6     | 13    |

### En sélection nationale
| Années                | Sélection             | Phases finales        | Phases finales | Phases finales | Phases finales | Éliminatoires | Éliminatoires | Éliminatoires | Éliminatoires | Amicaux | Amicaux | Amicaux | Total | Total | Total |
| Années                | Sélection             | Comp.                 | M.             | B.             | P.d.           | Comp.         | M.            | B.            | P.d.          | M.      | B.      | P.d.    | M.    | B.    | P.d.  |
| --------------------- | --------------------- | --------------------- | -------------- | -------------- | -------------- | ------------- | ------------- | ------------- | ------------- | ------- | ------- | ------- | ----- | ----- | ----- |
| 2021                  | Uruguay               | -                     | -              | -              | -              | CdM 2022      | 1             | 0             | 0             | -       | -       | -       | 1     | 0     | 0     |
| 2022                  | Uruguay               | Coupe du monde 2022   | 0              | 0              | 0              | CdM 2022      | 1             | 0             | 0             | 4       | 0       | 0       | 5     | 0     | 0     |
| 2023                  | Uruguay               | -                     | -              | -              | -              | CdM 2026      | 5             | 0             | 0             | 2       | 0       | 0       | 7     | 0     | 0     |
| 2024                  | Uruguay               | Copa América 2024     | 6              | 0              | 0              | CdM 2026      | 6             | 1             | 0             | 2       | 0       | 0       | 14    | 1     | 0     |
| 2025                  | Uruguay               | -                     | -              | -              | -              | CdM 2026      | 3             | 0             | 0             | -       | -       | -       | 3     | 0     | 0     |
| Total sur la carrière | Total sur la carrière | Total sur la carrière | 6              | 0              | 0              | -             | 16            | 1             | 0             | 8       | 0       | 0       | 30    | 1     | 0     |

#### Matchs internationaux
Le tableau suivant liste les rencontres de l'équipe d'Uruguay dans lesquelles Manuel Ugarte a été sélectionné depuis le 6 septembre 2021 jusqu'à présent :

#### Buts internationaux
| Buts internationaux de Manuel Ugarte | Buts internationaux de Manuel Ugarte | Buts internationaux de Manuel Ugarte | Buts internationaux de Manuel Ugarte | Buts internationaux de Manuel Ugarte | Buts internationaux de Manuel Ugarte | Buts internationaux de Manuel Ugarte | Buts internationaux de Manuel Ugarte | Buts internationaux de Manuel Ugarte |
| 0                                    | Date                                 | Lieu                                 | Compétition                          | Résultat                             | Adversaire                           | Détail                               | Détail                               | Sél.                                 |
| ------------------------------------ | ------------------------------------ | ------------------------------------ | ------------------------------------ | ------------------------------------ | ------------------------------------ | ------------------------------------ | ------------------------------------ | ------------------------------------ |
| 1er                                  | 16 novembre 2024                     | Stade Centenario, Montevideo         | Éliminatoire CDM 2026                | 3 - 2                                | Colombie                             | 90+11e                               | 3 - 2                                | 26e                                  |

## Palmarès

### En club
| Sporting Portugal (1)                        | Paris Saint-Germain (3) | Manchester United                   |
| -------------------------------------------- | --- | ----------------------------------- |
| - Coupe de la Ligue (1) : - Vainqueur : 2022 | - Ligue 1 (1) : - Champion : 2024 - Coupe de France (1) : - Vainqueur : 2024 - Trophée des champions (1) : - Vainqueur : 2023 | - Ligue Europa : - Finaliste : 2025 |

### Distinction
Membre de l'équipe-type de la Copa América 2024